# بیل مویرز
بیل مویرز (انگلیسی: Bill Moyers؛ زاده ۵ ژوئن ۱۹۳۴) یک خبرنگار اهل ایالات متحده آمریکا است. او یک روزنامه‌نگار آمریکایی و مفسر سیاسی است؛ که از سال ۱۹۶۵ تا ۱۹۶۷ به عنوان دبیر مطبوعاتی کاخ سفید در دولت جانسون فعالیت کرده‌است. او همچنین به مدت ده سال به عنوان یک خبرنگار شبکه تلویزیونی فعالیت می‌کرده‌است.